# Dichanthium queenslandicum
Dichanthium queenslandicum är en gräsart som beskrevs av Bryan Kenneth Simon. Dichanthium queenslandicum ingår i släktet Dichanthium och familjen gräs.
Artens utbredningsområde är Queensland. Inga underarter finns listade i Catalogue of Life.